# Mitsubishi Eclipse

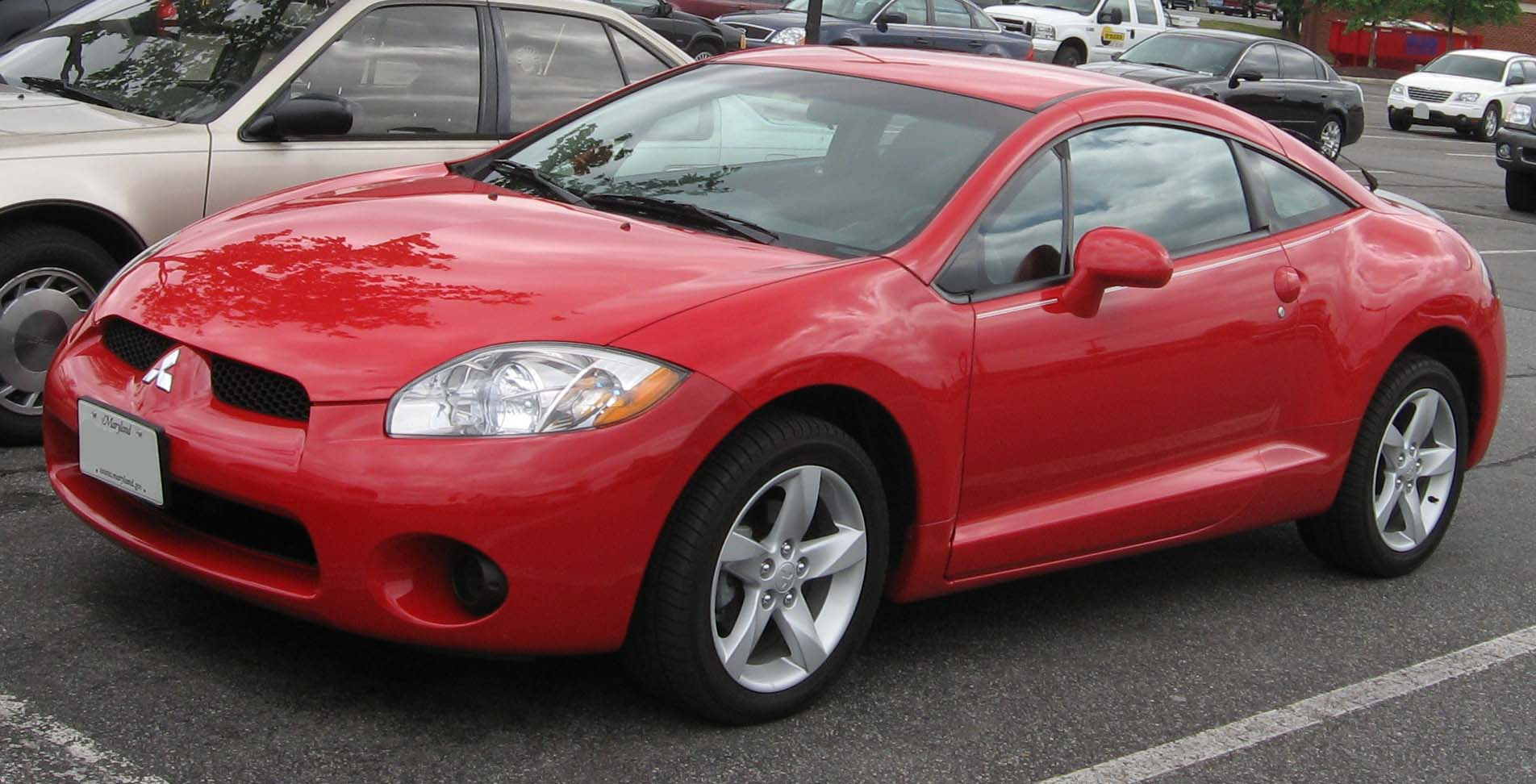
Mitsubishi Eclipse.

Mitsubishi Eclipse är en sportbil från Mitsubishi som byggts i fyra generationer, den första modellen är framhjulsdriven eller fyrhjulsdriven och har rak 4:a. Därefter tillkom en rad andra motoralternativ, däribland sexcylindriga motorer. Den var baserad på Mitsubishi Galant och byggdes från 1989 till 
Eclipse byggdes tillsammans med Chrysler i en fabrik i Illinois; samarbetet hette Diamond Star Motors efter de båda företagens märken. Den började säljas i Amerika hösten 1989 och exporterades tillbaka till Japan under 1990. Till Europa kom modellen först under sensommaren 1991, och till att börja med endast till Sverige, Schweiz, och Österrike. I Sverige såldes den första generationen enbart i en version, med 150-hästkrafters tvålitersmotor med dubbla överliggande kamaxlar och fyra ventiler per cylinder. Första generationens Eclipse fanns även som turbomatad GST och har då 195 hästkrafter i jämförelse med normala 150. Och så finns modellen GSX som är fyrhjulsdriven och turbomatad som också såldes i namnet Eagle Talon TSI AWD.
Eclipsen har ändrat utseende drastiskt under åren och fanns från och med den andra generationen även i en cab-version med nedfällbart tak som då kallas Spyder. Bilen blev större och tyngre med åren, och efter marknaden för sportiga bilar baserade på familjebilar krympt kraftig lades modellen ner 2011. Namnet återupplivades i Oktober 2017 för en kompakt crossover, Mitsubishi Eclipse Cross.
Bilen blev populär när filmen The Fast and the Furious (2001) kom, där Brian O'Connor kör en trimmad grön Eclipse. Även i uppföljaren 2 Fast 2 Furious kördes en trimmad och stylad Eclipse Spyder.